# Kurt Fuß
Kurt Fuß (* 11. Januar 1892 in Leipzig, Deutsches Reich; † 22. März 1976 in Hamburg, Deutschland) war ein deutscher Schauspieler.

## Leben
Der Sohn eines Kaufmanns war ab 1912 an Theatern tätig und erhielt 1913 ein Engagement in Magdeburg. Fuß machte sich zunächst vor allem als Tenorbuffo und Tänzer in Operetten einen Namen, insbesondere am Metropoltheater in Berlin. Auch am Theater von Rudolf Nelson trat er als Repräsentant der Goldenen Zwanziger auf.
Ab 1918 wirkte Fuß gelegentlich in Stummfilmen mit; mit Anbruch des Tonfilmzeitalters nahmen seine Filmangebote deutlich zu. Doch kurz nach der Machtergreifung der Nationalsozialisten erhielt er Berufsverbot. Von 1938 bis 1945 war er Insasse der Konzentrationslager Dachau, Buchenwald und Neuengamme. Die Deportation auf der Cap Arcona überlebte er.
Nach Kriegsende erhielt Fuß wieder Filmrollen, insbesondere bei Gyula Trebitsch. Seine Rollen blieben allerdings klein, unter anderem mimte er einen Schauspieler in Der Hauptmann von Köpenick (1956).

## Filmografie
| - 1918: Rotterdam-Amsterdam - 1920: Der Tanz auf dem Vulkan - 1922: So sind die Männer - 1927: Die schönsten Beine von Berlin - 1931: Der verjüngte Adolar - 1931: So’n Windhund - 1931: Die Liebesfiliale - 1931: Mal was Anderes! Der gehorchende Film - 1932: Strafsache van Geldern - 1932: Trenck - 1932: Der Orlow - 1932: Glück über Nacht - 1933: Keinen Tag ohne Dich - 1934: Fürst Woronzeff - 1949: Dreizehn unter einem Hut - 1950: Des Lebens Überfluß | - 1951: Der Verlorene - 1952: Die Stimme des Anderen - 1952: Die Diebin von Bagdad - 1952: Oh du lieber Friedolin - 1953: Komm zurück - 1953: Keine Angst vor großen Tieren - 1954: Tanz in der Sonne - 1954: Drei vom Varieté - 1955: Unternehmen Schlafsack - 1956: Nina - 1956: Der Hauptmann von Köpenick - 1958: Das Geld, das auf der Straße liegt - 1959: Der blaue Nachtfalter - 1960: Ich zähle täglich meine Sorgen - 1966: Preis der Freiheit - 1969: Polizeifunk ruft – Besuch aus Köln |